# Ultimatum polacco alla Lituania del 1938

Mappa delle dispute territoriali della Lituania nel 1939–1940, inclusa la regione di Vilnius in marrone e arancione

L'ultimatum polacco del 1938 alla Lituania fu consegnato dalla Polonia alla Lituania il 17 marzo 1938. Il governo baltico si era fermamente rifiutato di intrattenere qualsiasi relazione diplomatica con la Polonia dopo il 1920, in segno di protesta contro l'annessione della regione di Vilnius da parte di Varsavia. Con l'intensificarsi delle tensioni antecedenti alla seconda guerra mondiale in Europa, la Polonia percepì la necessità di proteggere i propri confini settentrionali. Il 12 marzo, sentendosi sostenuta dal riconoscimento internazionale dell'annessione dell'Austria da parte della Germania nazista, decise di indirizzare un ultimatum alla Lituania. Con esso si richiedeva al governo lituano di accettare incondizionatamente il ripristino delle relazioni diplomatiche con Varsavia entro 48 ore e che i termini andassero definiti prima del 31 marzo. L'instaurazione di relazioni diplomatiche avrebbe comportato una rinuncia de facto alle rivendicazioni lituane alla regione che contiene la sua capitale storica, Vilnius (in polacco Wilno).
Preferendo la pace alla guerra, la Lituania accettò l'ultimatum il 19 marzo. Sebbene le relazioni diplomatiche tornassero a rigenerarsi dopo quella data, la Lituania non accettò di riconoscere la perdita di Vilnius de iure. Il governo della Polonia eseguì una mossa simile contro il governo della Cecoslovacchia a Praga il 30 settembre 1938, quando approfittò della crisi dei Sudeti per chiedere una fetta della Zaolzie. In entrambe le occasioni, la Polonia sfruttò le crisi internazionali per affrontare controversie di lunga data sui confini.

## La contesa su Vilnius

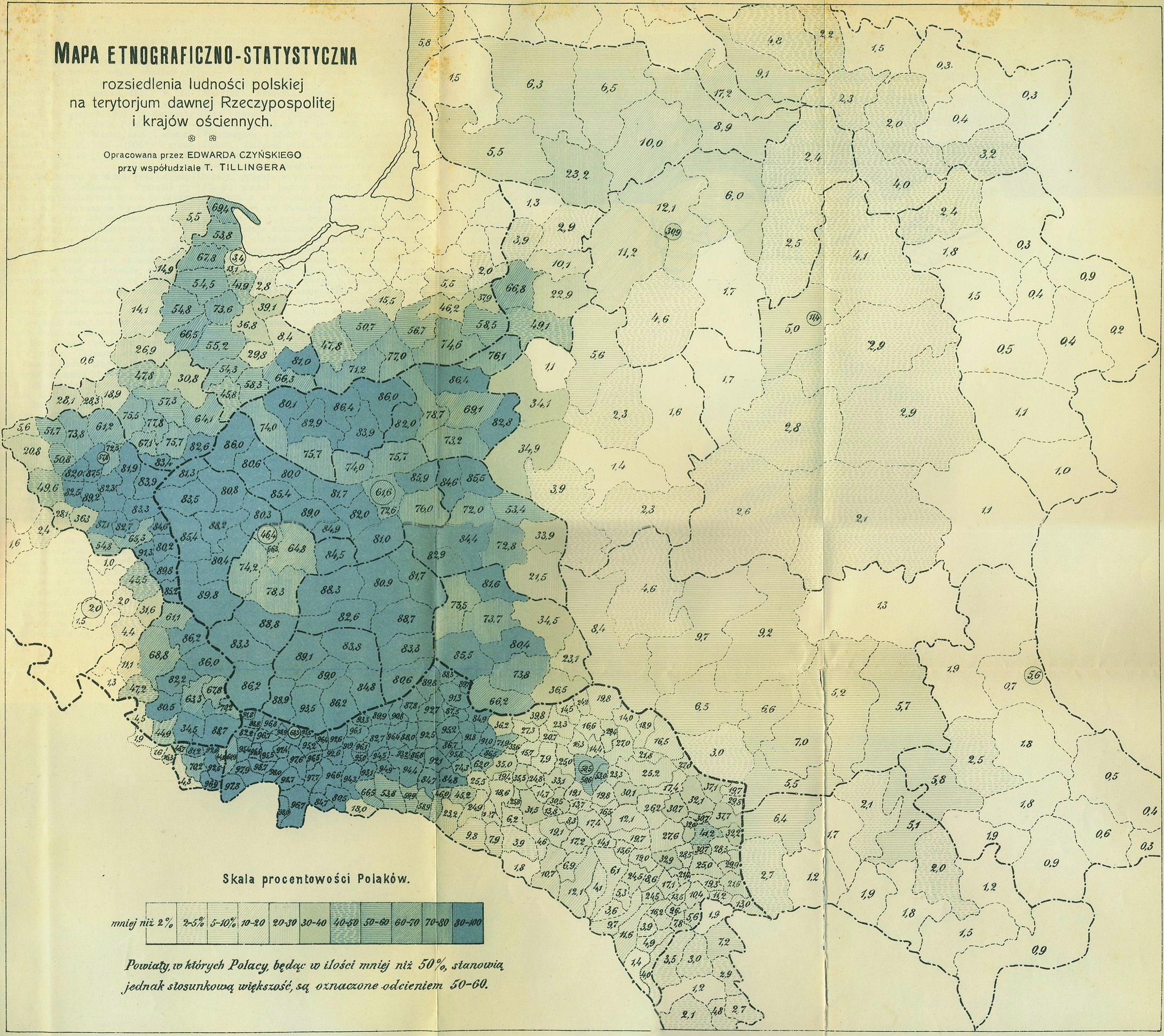
Distribuzione della popolazione polacca secondo i dati di Henryk Merczyng (1912). La parte nord-orientale della mappa si basa sui dati del censimento russo del 1897 Vilnius aveva il 30,9% di locutori parlanti, Kaunas il 23,2%

Alla fine del XIX e all'inizio del XX secolo, quando la Lituania era ancora parte dell'Impero russo, Vilnius si trovava al di fuori del territorio etno-linguistico lituano. A livello demografico, si trattava della meno lituana tra le principali città oggi inglobate dal territorio dei baltici. La sua popolazione era divisa quasi equamente tra polacchi ed ebrei, con i lituani etnici che costituivano solo una piccola porzione degli abitanti. Secondo i censimenti russo (1897), tedesco (1916) e polacco (1919), i lituani o abitanti di lingua lituana costituivano rispettivamente il 2 e il 2,6% della popolazione della città.
Quando la Lituania si dichiarò indipendente nel 1918, il trattato di Versailles confermò e la sua sovranità e la città di Vilnius in mano ai baltici, così come la regione circostante. La guerra polacco-lituana, avvenuta subito dopo la prima guerra mondiale, rappresentò già una prima crepa nei rapporti bilaterali tra le due nazioni, ma la giovane Repubblica della Lituania troncò senza remore le sue relazioni diplomatiche con la Polonia dopo l'ammutinamento di Żeligowski, avvenuto nell'ottobre 1920 ad opera del generale a cui deve il nome per ordine di Józef Piłsudski. Il generale Żeligowski invase il territorio lituano prendendo possesso, in tempi rapidi, della contesa città di Vilnius: dopo aver fondato lo Stato fantoccio della Lituania Centrale, la quale includeva anche il circondario conquistato durante le operazioni militari, la zona fu incorporata alla Polonia a seguito di un controverso referendum nel 1922. Per questa ragione, durante il periodo interbellico, la parte lituana, pur ammettendo la scarsa presenza di baltici a Vilnius, continuò a rivendicarla soprattutto per motivi storici, essendo stata l'antica capitale del Granducato di Lituania. Malgrado la richiesta della Lituania indirizzata alle truppe polacche di ritirarsi dietro la linea stabilita dall'accordo di Suwałki, la Polonia apparentemente finse di non essere a conoscenza delle azioni premeditate da Żeligowski. La Società delle Nazioni tentò di mediare la controversia e Paul Hymans presentò delle proposte concrete volte a dare forma a una federazione. Tuttavia, entrambe le fazioni non si dimostrarono disposte a scendere a compromessi e i negoziati si arenarono nel gennaio 1922. Nel gennaio 1923, le truppe lituane confluirono nella regione di Klaipėda, sottoposta all'amministrazione degli Alleati, e organizzarono una rivolta. Tale evento si annovera tra i principali fattori che portarono alla decisione della Conferenza degli Ambasciatori di confermare la supremazia biancorossa su Vilnius nel marzo del 1923.
Il risultato generò una situazione tale per cui "non vi era nessuna guerra, ma anche nessuna pace", poiché la Lituania evitò di riconoscere qualsiasi pretesa polacca sulla città e sulla regione. Si rifiutò inoltre di intraprendere qualsiasi azione volta a riconoscere l'autorità della Polonia su Vilnius anche de facto. Pertanto, la nazione baltica interruppe tutte le relazioni diplomatiche con la Polonia e ribadì continuamente che Vilnius rimaneva la sua capitale permanente (Kaunas ricevette nel frattempo lo status di capitale provvisoria).
La Polonia rifiutò di riconoscere formalmente l'esistenza di qualsiasi controversia riguardante la regione, poiché ciò avrebbe conferito legittimità alle rivendicazioni lituane. Il traffico ferroviario e le linee telegrafiche non potevano attraversare il confine e il servizio postale restava complicato. A titolo di esempio, affinché una lettera giungesse dalla Polonia alla Lituania occorreva inviarla a un Paese neutrale, riconfezionarla in una nuova busta per rimuovere eventuali segni della nazione originale di provenienza e, solo in seguito, la si poteva consegnare in territorio baltico.
Il conflitto su Vilnius rimase la questione più importante di politica estera in Lituania, assumendo invece una rilevanza sempre minore in campo internazionale. Nonostante il clima di reciproca sfiducia, si provarono a riallacciare i rapporti in maniera informale in un paio di occasioni. È il caso della richiesta fatta in tal senso tra il 1927 e il 1928 dal primo ministro lituano Augustinas Voldemaras, oltre che di quella del ministro degli Esteri Stasys Lozoraitis, compiuta tra il 1934 e il 1936, che chiese nuovamente al presidente Smetona di ristabilire le relazioni diplomatiche con la Polonia. Falliti i negoziati, entrambe le parti si lasciarono andare a discorsi con toni patriottici e velenosi.

## Motivazione
L'11 marzo 1938, un giorno prima che l'Austria venisse annessa al Terzo Reich in seguito all'Anschluss, Justas Lukoševičius, una guardia di frontiera lituana, sparò a Stanisław Serafin, un soldato polacco, sulla linea di demarcazione nel villaggio di Trasninkas, vicino a Merkinė. Le circostanze esatte rimangono oscure; la notizia venne dipinta in modo diversa a seconda della campana che la riferiva, con qualche eccezione che lo considerava un incidente. Durante gli anni '20 e '30 si verificarono incidenti simili: tra il 1927 e il 1937, sette guardie di frontiera lituane morirono nel corso di 78 eventi. Di solito, tali incidenti venivano gestiti a livello locale nel tentativo di prevenire l'aumento di violenze. In quest'occasione, tuttavia, la radio e i giornali polacchi mistificarono la vicenda e alimentarono il sentimento anti-lituano. Le proteste ebbero luogo nelle piazze di Varsavia, Vilnius e altre quattro città, dove la folla sollecitava un'azione militare contro la Lituania. Esistono prove del coinvolgimento di gruppi paramilitari nell'organizzazione delle proteste.
Il 13 marzo 1938, il governo polacco emise una dichiarazione con toni rigidi, accusando la Lituania di aver messo in pratica atti di provocazione. Il giorno seguente, il Senato polacco chiese l'instaurazione delle relazioni diplomatiche e la rinuncia della Lituania alle pretese su Vilnius. Dopo aver ricevuto la notizia che la Polonia stava prendendo in considerazione misure estreme, il presidente Smetona si decise all'inizio di accettare di intavolare le trattative, cambiando però idea all'ultimo minuto.
La notte del 14 marzo, i lituani, tramite l'ambasciatore francese presente a Varsavia, proposero la costituzione di una commissione per indagare sull'incidente della sparatoria e per concordare misure per evitare tali incidenti in futuro. Si trattò di un provvedimento parziale che chiaramente non soddisfò la Polonia, la quale rifiutò la proposta nel primo paragrafo dell'ultimatum consegnato tre giorni dopo. Allo stesso tempo, i diplomatici lituani si avvicinarono alle potenze straniere nel tentativo di ottenere sostegno internazionale.

## Ultimatum

### Bozza iniziale
La prima versione dell'ultimatum, come redatto dal maresciallo Edward Rydz-Śmigły, dal primo ministro Felicjan Sławoj Składkowski e dal diplomatico Jan Szembek, conteneva sei richieste:
- Normalizzazione delle relazioni diplomatiche e consolari con la Polonia;
- Autorizzazione alla normale circolazione ferroviaria e stradale, oltre che delle linee telefoniche e telegrafiche dirette attraverso linea di delimitazione;
- Abolizione della norma costituzionale lituana secondo cui Vilnius è considerata la capitale;
- Conclusione di una convenzione che tuteli pienamente i diritti della minoranza polacca in Lituania;
- Conclusione di un accordo commerciale e tariffario;
- Compimento di un'indagine completa sull'incidente di Trasnaika avvenuto a Trasninkas.

Il ministro degli Esteri polacco Józef Beck, appena tornato da un viaggio a Sorrento, convocò una riunione di gabinetto la notte del 16 marzo. Durante la riunione, sostenne che l'ultimatum doveva contenere solo una richiesta: l'instaurazione di relazioni diplomatiche. A suo avviso, un tale ultimatum non avrebbe violato alcun genuino interesse lituano e avrebbe offerto prospettive molto migliori per una risoluzione pacifica del conflitto e un rapido allentamento della tensione. Si trattava di un piano in sintonia con la visione di Beck per l'Europa orientale, la quale prevedeva la realizzazione di un blocco polacco-baltico-scandinavo dominato da Varsavia, scevro dall'influenza sovietica o tedesca. A un giudizio oculato, si trattava di una versione modificata del Międzymorze di Józef Piłsudski, il quale spingeva per la normalizzazione delle relazioni con lo Stato confinante. La rimozione delle altre richieste rifletteva anche la pressione politica sulla Polonia da parte dell'Unione Sovietica, della Francia e del Regno Unito per impedire che il conflitto a parole degenerasse in uno scontro aperto.
L'esecutivo polacco accettò la proposta di Beck e l'ultimatum ricevette delle attenuazioni. Tuttavia, in contemporanea, Beck ordinò di supervisionare i preparativi militari. La Polonia radunò quattro divisioni lungo la linea di demarcazione: vi erano circa 50.000 soldati polacchi contro i poco più di 20.000 lituani immediatamente disponibili. Le truppe polacche furono rinforzate da mezzi corazzati, da due reggimenti aeronautici, composti da un centinaio di aerei, e dalla flotta polacca nelle acque del mar Baltico, concentrati lungo la costa lituana.

### Versione finale
Il testo finale dell'ultimatum, completato da Józef Beck e consegnato tramite un inviato polacco a Tallinn a Bronius Dailidė, l'inviato lituano a Tallinn, era il seguente:
2. Sulla scia del punto 1, il governo polacco considera come unica soluzione che soddisfi la gravità della situazione l'instaurazione immediata di normali relazioni diplomatiche, senza alcuna condizione preliminare. È l'unico modo di regolare, in buona fede, questioni di interesse bilaterale e di scongiurare eventi pericolosi per la pace.

3. Il governo polacco concede alla controparte lituana 48 ore dalla data di notifica della presente nota per accettare la proposta: le rappresentanze diplomatiche a Kaunas e Varsavia dovranno tornare operative entro il 31 marzo di quest'anno. Fino ad allora, qualsiasi accordo tecnico o di altro tipo tra i governi di Polonia e Lituania sarà portato avanti dagli ambasciatori competenti a Tallinn. Lo scambio delle dichiarazioni allegate concernenti l'instaurazione di relazioni diplomatiche avrà luogo, prima della scadenza del periodo di 48 ore menzionato, a Tallinn, alla presenza dei ministri polacco e lituano.
 
4. La proposizione sopra menzionata non sarà né potrà essere oggetto di discussione per quanto riguarda il suo contenuto o la sua forma. La mancata risposta o la presentazione di eventuali integrazioni o riserve sarà considerata dal governo polacco alla stregua di un rifiuto. In caso di risposta negativa, l'esecutivo polacco perseguirà il giusto interesse dello Stato con mezzi opportuni.»
L'ultimatum conteneva un allegato, una bozza di quella che sarebbe stata considerata una risposta accettabile all'ultimatum. Questa affermava soltanto che la Lituania accettava di stabilire relazioni diplomatiche regolari, inviare una missione diplomatica a Varsavia e garantiva condizioni operative normali per la costituzione di un'ambasciata polacca a Kaunas.

## Reazione internazionale
Dopo la ratifica del trattato di Mosca nel 1920, la RSFS Russa riconobbe le rivendicazioni lituane sulla regione di Vilnius e continuò a sostenerle come legittime. Nel commentare l'ultimatum del 1938, l'Unione Sovietica minacciò di abrogare il patto di non aggressione sovietico-polacco del 1932. Al contempo, chiarì però non desiderare essere coinvolta in un conflitto armato. La posizione di incertezza si doveva al timore di Mosca per la minaccia costituita dal Giappone: assistere militarmente la Lituania avrebbe richiesto all'Armata Rossa di dover dare vita a una guerra su due fronti, in caso di attacco nipponico. I sovietici esortarono la Francia, un importante alleato della Polonia all'epoca, a ridurre l'escalation del conflitto e a incoraggiare la realizzazione di una versione più moderata dell'ultimatum. Francia e il Regno Unito, preoccupate per l'Anschluss, esercitarono pressioni sulla Lituania affinché normalizzasse il rapporto con il suo vicino il prima possibile. La paura principale era che l'azione avviata da Cracovia fosse avvenuta con l'approvazione della Germania nazista.
La Germania, guidata da Adolf Hitler, aveva rivolto da un po' la sua attenzione alla regione di Klaipėda, allora in mano alla Lituania. Nell'aprile 1938, Hitler dichiarò che il controllo del porto di Klaipėda (in tedesco Memel) e dell'area circostante era la questione più importante da risolvere per Berlino, seconda solo a quella dei Sudeti. In caso di ostilità armate tra Polonia e Lituania, le truppe tedesche avrebbero dovuto difendere e occupare la regione di Klaipėda e porzioni significative della Lituania occidentale. L'ambasciatore polacco nella Germania nazista, Józef Lipski, fu informato di questi piani: i polacchi accettarono di cooperare con le truppe tedesche e di rispettare gli interessi di Berlino a Klaipėda in caso di conflitto armato. Tuttavia, secondo la valutazione del Führer, chiedere l'acquisizione di Klaipėda avrebbe impedito la cristallizzazione dell'Anschluss appena avvenuto, scatenando l'indignazione a livello internazionale. Pertanto, i nazisti si limitarono a sollecitare la Lituania a prendere in considerazione le richieste polacche.
Lituania, Lettonia ed Estonia avevano deciso di sottoscrivere un rapporto di cooperazione noto come Intesa baltica nel 1934. Gli scopi principali perseguiti riguardavano il coordinamento della politica estera congiunta e il reciproco sostegno diplomatico internazionale; non si trattava tuttavia di un'alleanza militare. Secondo l'opinione lettone ed estone, la disputa polacco-lituana su Vilnius restava al di fuori dell'ambito dell'Intesa, ma si auspicava comunque che si giungesse a una soluzione perché il conflitto mimava la stabilità della regione. La Lettonia tentò inaspettatamente di persuadere l'Estonia a esercitare pressioni reciproche sulla Lituania per una rapida accettazione dell'ultimatum.

## Accettazione
Il presidente Smetona tenne una riunione di governo nella tarda notte del 18 marzo 1938, per decidere se accettare l'ultimatum. La Lituania era chiaramente priva di sostegno internazionale e la richiesta non presentava toni minacciosi. Un rifiuto avrebbe messo la Lituania in una luce sfavorevole, facendola passare per ostinata e irragionevole dopo diciotto anni di rottura delle relazioni. I diplomatici lituani erano divisi sulla questione, mentre l'opinione popolare era fortemente contraria all'accettazione dell'ultimatum. Diverse campagne volte a chiedere il ripristino dell'autorità lituana sull'antica capitale si susseguirono in rapida successione, incentivate dai 25.000 membri dell'Unione per la Liberazione di Vilnius. La "giornata per il lutto di Vilnius" (in data 9 ottobre, quando Żeligowski invase la Lituania meridionale e si insediò nella città), divenne una triste celebrazione annuale. Il rimpianto per quanto perduto veniva spesso espresso dalla popolare espressione Mes be Vilniaus nenurimsim ("non riposeremo senza Vilnius"), un verso di una lirica di Petras Vaičiūnas.
Mentre i piani di pace regionali di Paul Hymans alla Società delle Nazioni erano in fase di negoziazione, il primo ministro lituano Ernestas Galvanauskas sopravvisse a malapena a un attentato. Non si trattava comunque di una scelta non facile da intraprendere in tale clima. La decisione del governo di aprire oltre 80 scuole polacche in Lituania risultò un probabile fattore del golpe del 1926. Qualsiasi governo che avesse effettuato concessioni alla Polonia nel periodo interbellico rischiava di incorrere nella sfiducia.
Il presidente Smetona ricevette dei memorandum da nove organizzazioni nazionaliste, le quali sollecitavano il governo a respingere la proposta di Varsavia. Tuttavia, un commento decisivo fu mosso dal generale Stasys Raštikis, comandante dell'esercito lituano. Poiché questi sostenne che prevalere militarmente sulla Polonia sarebbe stato impossibile, si batté per una risoluzione pacifica della contesa. La decisione del governo andò confermata dal quarto Seimas dopo una breve discussione. Il 19 marzo, Dailidė comunicò l'accettazione dell'ultimatum ai biancorossi, i quali concessero, in segno di buona fede, un'ulteriore proroga di 12 ore perché Kaunas esprimesse una conferma definitiva.

## Conseguenze
L'ultimatum contribuì ad alimentare il clima generale di tensione e paura in Europa. Alleviando parte della pressione sulla Germania sorte all'indomani dell'Anschluss, mise alla prova la volontà dei sovietici di difendere i loro interessi nell'Europa orientale. Si espressero timori, sia in Lituania che all'estero, che l'instaurazione di relazioni diplomatiche non fosse l'unico obiettivo di Varsavia e che sarebbero seguite richieste di maggiore portata. Emersero speculazioni secondo cui Varsavia stesse cercando di rimettere in piedi la Confederazione polacco-lituana, adducendo l'annessione dell'Austria da parte della Germania come precedente.
La Polonia annunciò di voler creare un blocco neutrale comprendente Polonia, Lituania, Lettonia, Estonia e Romania, al fine di contrastare sia l'ascesa del fascismo che del comunismo. Sempre Varsavia dichiarò di non voler incorporare i territori lituani e sostenne che il blocco sarebbe stato formato sulla base di trattati bilaterali di non aggressione ed economici. Secondo il New York Times, l'impatto dell'ultimatum si fece sentire anche a Wall Street; il 17 marzo i mercati valutari e obbligazionari crollarono, raggiungendo in alcuni casi gli acuti minori degli ultimi anni. I mercati si ripresero due giorni più tardi, a seguito dell'accettazione dell'ultimatum.

L'Europa nelle prime fasi della seconda guerra mondiale (1939-1940)

L'evento innescò una crisi interna in Lituania: il 24 marzo, il primo ministro Juozas Tūbelis, il quale aveva posizioni intransigenti su Vilnius e al momento dell'ultimatum era sottoposto a cure mediche in Svizzera, rassegnò le dimissioni. Il suo successore, Vladas Mironas, favorevole alla normalizzazione delle relazioni con la Polonia, riunì un nuovo gabinetto di ministri. Nonostante le crescenti pressioni per formare una coalizione più ampia, l'esecutivo rinnovato si componeva esclusivamente da membri dell'Unione dei nazionalisti lituani. L'accettazione incondizionata ferì l'orgoglio baltico e danneggiò la reputazione del partito di Smetona. L'opposizione repressa sfruttò questo danno come un'opportunità per rinnovare le sue attività e formò un gruppo chiamato Ašis (Asse).  In Polonia, l'accettazione ricevette grande entusiasmo, venendo descritta come una "grande vittoria incruenta" e celebrata con una marcia militare a Vilnius.
Pochi giorni dopo l'avvenimento, sia la Lituania che la Polonia nominarono i loro ambasciatori. Kazys Škirpa giunse a Varsavia, mentre Franciszek Charwat si recò a Kaunas prima del 31 marzo, scadenza indicata nell'ultimatum. I negoziati su questioni pratiche cominciarono il 25 marzo, ad Augustów, ed entro giugno tre accordi riguardanti il transito ferroviario, il servizio postale e la navigazione dei fiumi potevano dirsi conclusi.
La ferrovia, finita in stato di abbandono per diversi chilometri al confine, affrontò delle riparazioni. Fu stabilito un posto doganale a Vievis e si aprirono consolati a Klaipėda e a Vilnius. La Lituania ordinò lo scioglimento della Lega per la Liberazione di Vilnius e della Fondazione di Vilnius; quest'ultima organizzazione aveva fornito sostegno finanziario alle attività lituane nella regione di Vilnius. Ad ogni modo, la Lituania continuò a rivendicare Vilnius come capitale de jure. Nel maggio 1938, si adottò una nuova costituzione, la quale riprendeva l'affermazione della precedente carta fondamentale secondo cui Vilnius era la capitale permanente della Lituania e Kaunas semplicemente quella provvisoria. La Polonia continuò a sopprimere le organizzazioni lituane attive a Vilnius.
Un disgelo nelle relazioni polacco-lituane iniziò nella primavera del 1939. Dopo l'occupazione tedesca della Cecoslovacchia e la crisi tedesco-lituana, la Polonia eseguì sforzi più attivi volti a garantire l'assistenza della Lituania, o almeno la neutralità, in caso di guerra con la Germania nazista. Il generale lituano Stasys Raštikis e il ministro degli Esteri polacco Józef Beck eseguirono visite di alto profilo nei rispettivi Paesi, mentre la Polonia migliorò le condizioni dei lituani nella regione di Vilnius. Tuttavia, la Lituania non credeva che la Polonia e i suoi alleati occidentali fossero abbastanza forti da resistere alla Germania e all'Unione Sovietica. Quando la Germania invase la Polonia nel settembre 1939, la Lituania mantenne fede alla sua politica di non allineamento, rifiutando le ripetute offerte teutoniche di compiere un attacco congiunto alla Polonia per riprendere possesso di Vilnius. Al contrario, la Lituania fornì rifugio per breve tempo a circa 15.000 soldati polacchi e accolse circa 35.000 rifugiati civili giunti da oltre confine. L'Unione Sovietica restituì il controllo di Vilnius alla Lituania dopo l'invasione sovietica della Polonia orientale nel settembre 1939. Nessuna delle due nazioni era a conoscenza all'epoca dei protocolli segreti del patto Molotov-Ribbentrop, firmato nell'agosto 1939, tramite il quale la Germania e l'Unione Sovietica si divisero l'Europa centro-orientale in sfere di influenza. Nel giugno 1940, l'Unione Sovietica occupò e annesse le nazioni baltiche in conformità con l'intesa sottoscritta. Un anno dopo, ebbe luogo l'operazione Barbarossa da parte della Germania nazista, cui seguì l'occupazione nazista della Lituania.